# Parti démocrate socialiste (Japon)
 (août 2016).
Si vous disposez d'ouvrages ou d'articles de référence ou si vous connaissez des sites web de qualité traitant du thème abordé ici, merci de compléter l'article en donnant les références utiles à sa vérifiabilité et en les liant à la section « Notes et références ».
Le Parti démocrate socialiste (民主社会党, Minshu Shakai-tō, PDS), abrégé en Minshatō (民社党), est un ancien parti politique japonais fondé le 24 janvier 1960 par des dissidents du Parti socialiste japonais (PSJ) puis dissous le 9 décembre 1994 pour rejoindre le nouveau grand parti d'opposition au Parti libéral-démocrate (PLD), le Parti de la nouvelle frontière ou Shinshintō.

## Histoire
Il est formé le 24 janvier 1960 par Suehiro Nishio et 32 autres parlementaires (20 représentants, 21 avec Nishio, et 12 conseillers) issus de sa faction au sein du PSJ, dont elle constituait l'aile droite. Suehiro Nishio a été exclu du Parti socialiste lors de sa convention de Tōkyō de 1959 car il soutient la reconduction du traité de sécurité nippo-américain de 1951 (qui prévoyait le maintien des troupes et des bases américaines au Japon), qui aboutira à la signature le 19 janvier 1960 du traité de coopération mutuelle et de sécurité entre les États-Unis et le Japon (qui introduit un principe de réciprocité car, bien que conservant leurs bases et leurs troupes, les États-Unis se voient contraints de consulter le gouvernement japonais pour les utiliser, ou pour introduire des armes nucléaires dans le territoire). À la faveur d'autre ralliement, mais aussi de défection rapide, il se retrouve à la fin du mandat de la chambre basse en octobre 1960 avec 40 députés, et à la fin de celui de la chambre haute en juillet 1962 avec 17 conseillers. 
Il reste toutefois un parti modeste sur le plan électoral. Dès ses premières législatives, en novembre 1960, s'il présente 105 candidats (au moins un dans chaque circonscription), il passe de 40 à 17 députés sur 467. Il remonte à 23 en 1963, puis reste autour de 30 représentants de 1967 à 1970, de 1976 à 1979, de 1980 à 1983 et de 1986 à 1990. Il culmine sous la présidence de Ryōsaku Sasaku (1977-1985), montant jusqu'à 35 sièges en 1979 et surtout 38, son meilleur score, en 1983. Après 1990 il retombe autour de 15 députés (14 en 1990, 15 en 1993). À la Chambre des conseillers, il reste autour de 10 élus, culminant à 13 conseillers de 1971 à 1974 et de 1984 à 1986, et tombant au plus bas à 7 sièges entre 1965 et 1968.  
À partir de la fin des années 1960 et des années 1970 a commencé à se développer un clivage quant aux alliances électorales à mener, avec toutefois une tendance à travailler avec un autre parti centriste créé en 1964, le Kōmeitō (bras politique de l'organisation bouddhiste Sōka Gakkai. L'opposition se fait surtout au sujet de savoir de se rapprocher ensuite du PSJ, surtout pour que celui-ci ne s'allie pas avec le PCJ, ou au contraire du PLD. La première stratégie, la « ligne Sha-Kō-Min » (社公民路線, Sha-Kō-Min rosen), finit par s'imposer à partir de la fin des années 1970 et est tout particulièrement défendue par les présidents Ryōsaku Sasaku (1977-1985), qui envisage un temps en 1979 de former un parti commun avec le Kōmeitō et d'autres petites formations du centre gauche avant de devoir abandonner cette idée face à une forte opposition interne dans les deux partis, et Eiichi Nagasue (1989-1990). La deuxième, la « ligne Ji-Kō-Min » (自公民路線, Ji-Kō-Min rosen) s'est surtout manifestée dans les années 1970 avant de revenir quelque peu à la fin des années 1980. Le président Ikkō Kasuga (1971-1977) a été le plus proche de former une coalition en 1974 avec certains éléments du PLD, notamment les factions hostiles à Kakuei Tanaka. Saburō Tsukamoto (1985-1989) a été le président le plus hostile au Kōmeitō, tout en soutenant une posture pro-PLD. 
Les deux derniers présidents du parti, Keigo Ōuchi (1990-1994) puis Takashi Yonezawa (1994), ont eux aussi initialement une position plutôt favorable au parti majoritaire mais ils finissent pourtant par se rapprocher des formations de gauche tandis que les différences idéologiques avec le PSJ s'estompent puisque ce dernier, avec l'effondrement du bloc soviétique, s'éloigne du marxisme-léninisme et se rapproche de la social-démocratie tout en commençant à avoir une attitude d'acceptation passive du traité de sécurité américano-nippon. Le PDS participe ainsi à la coalition « anti-PLD, anti-communiste » avec trois mouvements créés en 1992 et 1993 par des dissidents réformateurs du PLD (le Nouveau parti du Japon de Morihiro Hosokawa, le Shinseitō de Tsutomu Hata et Ichirō Ozawa et le Nouveau Parti pionnier de Takemura Masayoshi), le Nouveau Kōmeitō, la Fédération social-démocrate et le PSJ, qui remporte les élections législatives de 1993. Cette alliance hétéroclite éclate toutefois au bout de onze mois à la suite de l'alliance le 30 juin 1994 du PSJ et du Nouveau Parti pionnier dans une grande coalition avec le PLD. Les autres formations restées dans l'opposition forment alors un grand parti commun, le Shinshintō, le 10 décembre 1994. La veille, le PDS s'est donc dissous. Après l'éclatement du Shinshintō le 31 décembre 1997, ses membres issus du PDS ou s'inscrivant dans sa filiation forment le 5 janvier 1998 l'éphémère Nouveau parti de la Fraternité. Celui-ci finit par se fondre le 27 avril suivant dans le PDJ où il forme la faction « Association démocrate socialiste » (民社協会, Minsha kyōkai).    

## Idéologie
Ce parti défend le socialisme démocratique, soit la mise en place de la participation active de l'ensemble de la population, et tout particulièrement des travailleurs, à la gestion politique et économique du pays, et donc d'un État-providence, en respectant les institutions et les lois démocratiques et le parlementarisme. Il s'inscrit dans l'opposition au Parti libéral-démocrate (PLD, conservateur), au pouvoir depuis sa création en 1955, et se situe au centre de l'échiquier politique japonais. Il est membre de l'Internationale socialiste et prend pour modèle les partis sociaux-démocrates européens, tout particulièrement nordiques. 
Il condamne toute forme de totalitarisme, et est donc normalement hostile aux régimes dictatoriaux tant fascistes, nationalistes ou militaristes, telles l'Espagne de Francisco Franco ou la Corée du Sud de Park Chung-hee, que communistes comme l'URSS, la Chine populaire ou la Corée du Nord. Mais il met tout de même plus l'accent sur l'anti-communisme, et va donc être plus cléments envers des régimes autoritaires qui cependant pour lui permettent de faire barrage à l'extension du communisme, telle la République de Chine de Tchang Kaï-chek. Il soutient également le coup d'État mené le 11 septembre 1973 au Chili par Augusto Pinochet contre le gouvernement socialiste de Salvador Allende. Il est nettement pro-américain. 
Il est soutenu tant humainement, matériellement et financièrement par le Congrès général des syndicats du Japon (全日本労働組合会議, Zen-Nihon Rōdō Kumiai Kaigi) ou Zenrōkaigi (全労会議), devenu en 1964 l'Union générale du travail du Japon (全日本労働総同盟, Zen-Nihon Rōdō Sōdōmei), plus connu sous le nom de Dōmei (同盟). Celle-ci est surtout active dans le secteur privé, et tout particulièrement dans l'industrie de l'armement faiblement renaissante et l'énergie électrique, ce pourquoi le parti a défendu très tôt le développement de l'énergie nucléaire et l'augmentation des dépenses militaires.

## Présidents
Le dirigeant du parti portait le titre de īnchō (委員長), ou « président du comité ». Il s'agit successivement de :
1. 24 janvier 1960 - 21 juin 1967 : Suehiro Nishio ;
2. 21 juin 1967 - 27 avril 1971 : Eiichi Nishimura ;
3. 27 avril 1971 - 28 novembre 1977 : Ikkō Kasuga ;
4. 28 novembre 1977 - 23 avril 1985 : Ryōsaku Sasaku ;
5. 23 avril 1985 - 25 février 1989 : Saburō Tsukamoto ;
6. 25 février 1989 - 26 avril 1990 : Eiichi Nagasue ;
7. 26 avril 1990 - 8 juin 1994 : Keigo Ōuchi ;
8. 8 juin - 9 décembre 1994 : Takashi Yonezawa.

## Ministres
Le PDS n'a participé qu'à deux gouvernements, ceux de la coalition anti-PLD, anti-communiste d'août 1993 à juin 1994 :
- 9 août 1993 - 28 avril 1994 : 79e Cabinet (Morihiro Hosokawa) :
  - Santé et Affaires sociales : Keigo Ōuchi ;
- 28 avril - 30 juin 1994 : 80e Cabinet (Tsutomu Hata) : 
  - Justice : Hiroshi Nakai (à partir du 8 mai 1994),
  - Santé et Affaires sociales : Keigo Ōuchi,
  - Directeur de l'Agence de la Défense : Atsushi Kanda.